# Yann Aurel Bisseck
Yann Aurel Ludger Bisseck (* 29. November 2000 in Köln) ist ein deutscher Fußballspieler. Er steht in Italien bei Inter Mailand unter Vertrag und ist Spieler der deutschen Nationalmannschaft.

## Leben
Bissecks Eltern stammen aus Kamerun. Er wuchs im Kölner Stadtteil Dellbrück auf.
Mit 16 Jahren legte Bisseck das Abitur am Hildegard-von-Bingen-Gymnasium in Köln ab und studierte ab dem Wintersemester 2017 Volkswirtschaftslehre an der Universität zu Köln.

## Karriere

### Im Verein

#### Anfänge und Bundesligadebüt mit 16
Er begann mit dem Fußballspielen beim SV Adler Dellbrück und wechselte in das Nachwuchsleistungszentrum des 1. FC Köln, bei dem er zunächst in der F-Jugend (U8) eingesetzt wurde. Nachdem er am 23. November 2017 beim 1:0-Sieg des 1. FC Köln gegen den FC Arsenal in der Europa League erstmals bei den Profis auf der Ersatzbank gesessen hatte, debütierte er als Innenverteidiger unter Trainer Peter Stöger am 26. November 2017 kurz vor seinem 17. Geburtstag im Bundesligaspiel gegen Hertha BSC, das mit 0:2 verloren wurde. Damit war er bei seinem ersten Einsatz hinter Nuri Şahin der bis dahin zweitjüngste Spieler der Bundesligageschichte. Bis zum Saisonende folgten zwei weitere Bundesligaeinsätze. Ansonsten kam Bisseck in der A-Jugend in der A-Junioren-Bundesliga und ein Mal in der zweiten Mannschaft in der viertklassigen Regionalliga West zum Einsatz. Mit den Profis stieg er in die 2. Bundesliga ab. Vor der Saison 2018/19 verlängerte Bisseck seinen Vertrag bis zum 30. Juni 2022. Bis zur Winterpause kam er unter dem neuen Trainer Markus Anfang zu keinem Zweitligaeinsatz, sondern spielte 14 Mal (zwei Tore) in der Regionalliga West. Im September 2019 hatte Bisseck in der Altersklasse U19 hinter Nicolas Kühn (Ajax Amsterdam) und Josha Vagnoman (Hamburger SV) die Fritz-Walter-Medaille in Bronze erhalten.

#### Diverse Leihstationen
Mitte Januar 2019 wechselte Bisseck auf Leihbasis zum Ligakonkurrenten Holstein Kiel. Bis zum Ende Saison 2018/19 kam er unter dem Trainer Tim Walter auf drei Zweitligaeinsätze. Daneben kam Bisseck zu vier Einsätzen in der zweiten Mannschaft in der viertklassigen Regionalliga Nord.
Nachdem Bisseck zu Beginn der neuen Saison nur zu einem Einsatz in der Regionalliga Nord gekommen war, wurde die Leihe Ende August 2019 vorzeitig beendet und Bisseck bis zum Ende der Saison 2019/20 an den niederländischen Zweitligisten Roda Kerkrade weiterverliehen. Aufgrund einer Fußverletzung konnte der Innenverteidiger jedoch erst im November für den Verein aktiv werden. Anschließend kam er auf zehn Ligaeinsätze (vier Mal von Beginn), in denen er ein Tor erzielte. Die Spielzeit wurde im März 2020 wegen der COVID-19-Pandemie nach dem 29. Spieltag abgebrochen und Bisseck verließ den Verein mit seinem Vertragsende.
Zur Saison 2020/21 verlängerte Bisseck seinen Vertrag beim 1. FC Köln bis zum 30. Juni 2023 und wechselte für zwei Jahre auf Leihbasis zum portugiesischen Erstligisten Vitória Guimarães, der zudem eine Kaufoption erhielt. Geplagt von Verletzungen, die ihn für fast vier Monate außer Gefecht setzten, konnte sich Bisseck nicht wie gehofft bei der Profimannschaft durchsetzen und gehörte nur noch dem Kader der zweiten Mannschaft an. Für diese absolvierte Bisseck neun Spiele in der drittklassigen Campeonato Nacional de Seniores, in denen er ein Tor erzielte.

#### Aarhus GF
Da die Leihe in Portugal nicht den gewünschten Verlauf genommen hatte, wurde diese bereits nach einem Jahr wieder beendet. Bisseck wurde daraufhin für die Saison 2021/22 an den dänischen Erstligisten Aarhus GF weiterverliehen. Dort etablierte sich der Innenverteidiger sofort als Stammspieler unter David Nielsen und wurde Ende 2021 mit einem Vertrag bis zum 30. Juni 2026 fest verpflichtet. Er war als Innenverteidiger in seinem ersten Jahr in Aarhus während der regulären Saison erste Wahl, in der Abstiegsrunde hingegen aus Belastungssteuerungsgründen oftmals Einwechselspieler. Zudem nahm Bisseck mit Aarhus GF am internationalen Wettbewerb teil, allerdings schieden sie in der zweiten Qualifikationsrunde zur UEFA Europa Conference League gegen den nordirischen Erstligisten Larne FC aus. Der Durchbruch gelang ihm in seiner zweiten Saison im Verein unter Uwe Rösler, als er bei jedem seiner Einsätze in der Startelf stand. Als Tabellenvierter qualifizierte sich Aarhus GF für die Meisterrunde und wurde dort Dritter. Bisseck wurde dort in diversen Medien als bester Innenverteidiger der Liga gekürt.

#### Inter Mailand
Im Sommer 2023 unterschrieb er einen Fünfjahresvertrag bei Inter Mailand, die sieben Millionen Euro für Bisseck an Aarhus zahlten. In seiner Debütsaison beim italienischen Topclub kam Bisseck wettbewerbsübergreifend auf 21 Einsätze und erzielte zwei Tore. Sein UEFA Champions League Debüt gab er beim 0:1-Auswärtssieg gegen RB Salzburg am 8. November 2023. 
Beim Champions-League-Finale gegen Paris Saint-Germain am 31. Mai 2025 wurde er in der 54. Minute beim Stand von 0:2 für den Franzosen Benjamin Pavard eingewechselt. In der 60. Minute musste er behandelt und dann in der 62. Minute ausgewechselt werden.

### In der Nationalmannschaft
Bisseck gehörte seit November 2016 zur U17-Auswahl des DFB unter Christian Wück. Mit ihr nahm er im Oktober 2017 an der Weltmeisterschaft in Indien teil, bei der er in drei Spielen zum Einsatz kam und einen Treffer erzielte. Von März bis Mai 2018 spielte Bisseck drei Mal in der U18-Auswahl. Zuletzt war er in der U19-Auswahl aktiv.
Nach über drei Jahren ohne Länderspiel debütierte Bisseck im Juni 2022 unter Antonio Di Salvo im Rahmen der Qualifikation zur U21-Europameisterschaft 2023 in der U21-Nationalmannschaft und führte diese als Kapitän bei der U21-Europameisterschaft 2023 in Georgien und Rumänien an.
Am 13. März 2025 wurde Bisseck von Bundestrainer Julian Nagelsmann für das Viertelfinale der UEFA Nations League gegen Italien erstmals in den Kader der deutschen Nationalmannschaft berufen. Am 23. März 2025 gab er beim 3:3-Unentschieden im Viertelfinal-Rückspiel im Dortmunder Westfalenstadion sein Länderspieldebüt.

## Titel und Auszeichnungen
Titel
- Italienischer Meister: 2024
- Italienischer Supercupsieger: 2023

Auszeichnungen
- Träger der Fritz-Walter-Medaille (U19): 2019 in Bronze